# Daniel Lissing
Daniel Aaron Lissing (Sydney, 4 oktober 1981) is een 
Australisch acteur.

## Carrière
Lissing begon in 2001 met acteren in de televisieserie Pizza, waarna hij nog meerdere rollen speelde in televisieseries en films.  Zo speelde hij in onder andere Crownie (2011), Last Resort (2012-2013) en When Calls the Heart (2014-2017).

## Filmografie

### Films
Uitgezonderd korte films.
- 2014: The Cure - als Ryan Earl
- 2014: John Doe: Vigilante - als Jake
- 2016: A December Bride - als Seth Murphy
- 2018: Christmas in Love - als Nick Carlingson
- 2021: A Christmas Star - als Ryan Sparks
- 2022: Catering Christmas - als Carson Jacob Harrison
- 2023: Christmas Keepsake - als Tom
- 2024: Renovation Romance - als Cooper
- 2024: Santa Tell Me - Nick Davis

### Televisieseries
Uitgezonderd eenmalige gastrollen.
- 2001: Pizza - als politieagent - 2 afl.
- 2006: Home and Away - als Dave Elder - 2 afl.
- 2008: Out of the Blue - als Angus 'Tiger' McKinnon - 3 afl.
- 2008-2009: Packed to the Rafters - als Heath - 2 afl.
- 2011: Crownies - als Conrad De Groot - 17 afl.
- 2012-2013: Last Resort - als James King - 13 afl.
- 2015: Eye Candy - als Ben - 2 afl.
- 2015-2016: Girlfriends' Guide to Divorce - als Payton - 3 afl.
- 2014-2018: When Calls the Heart - als Jack Thornton - 43 afl.
- 2018-2019: S.W.A.T. - als Ty - 5 afl.
- 2019-2021: The Rookie - als Sterling Freeman - 4 afl.
- 2022: The Cleaning Lady - als Brandon - 2 afl.